# CT Mato Grosso (CT-10)
Mato Grosso foi um contratorpedeiro da classe Pará operado pela Marinha do Brasil, de 1909 a 1946. Mato Grosso foi construído pela empresa naval britânica Yarrow Shipbuilders, com o batimento de quilha ocorrendo em 1908, o lançamento ao mar em 23 de dezembro do mesmo ano e a comissão na armada em 24 de julho de 1909. Tinha um peso em deslocamento em carga total de 650 toneladas, media 70,24 metros de comprimento, boca de 7,16 metros, pontal de 4,27 metros e calado de 2,31 metros. Seus armamentos principais eram dois canhões de 101,6 milímetros e dois lançadores de torpedos de 457 milímetros. Alcançava a velocidade máxima de 27 nós (aproximadamente 50 quilômetros por hora).
Mato Grosso participou de forma relativamente ativa dos dois maiores conflitos da história, a primeira e segunda guerras mundiais, operando no patrulhamento da costa brasileira e auxiliando no treinamento de aspirantes a oficial. Além disso, o contratorpedeiro teve participação ativa nos principais conflitos domésticos, começando pela Revolta da Chibata, em 1910, onde marinheiros insatisfeitos com os maus tratos que recebiam se rebelaram e tomaram importantes navios da armada. Participou da expedição ao Paraguai, integrando a frota brasileira destinada a assegurar a neutralidade do país diante da guerra civil que assolava o país vizinho em 1911–1912.
Durante os movimentos tenentistas de 1924 participou da ocupação do Porto de Santos, na Revolta Paulista, e subiu o rio Amazonas para combater as forças navais da Comuna de Manaus. O contratorpedeiro retornou a Santos na Revolução Paulista de 1932, quando participou do bloqueio naval para impedir a chegada de suprimentos aos rebeldes. Mato Grosso também participou, no fim de 1932, da patrulha ao longo dos rios fronteiriços com a Colômbia e o Peru, durante a guerra que ambos travavam, com o objetivo de impedir ações dentro do país de navios dos beligerantes. Após o fim da Segunda Guerra Mundial, o contratorpedeiro passou por reformas para garantir sua navegabilidade, mantendo o serviço ativo por mais um ano, até ser aposentado em 13 de setembro de 1946.

## Construção
No início do século XX, o governo brasileiro estudava planos para a modernização de sua marinha de guerra, que após o período imperial, estava completamente defasada. Seguiu-se dois planos: do almirante Júlio Cesar de Noronha, em 1904, e do almirante Alexandrino Faria de Alencar, em 1906. Apesar do primeiro plano ter sido aprovado pelo congresso legislativo, com a mudança de governo, o plano concretizado foi o último. Foram adquiridos os encouraçados Minas Geraes e São Paulo; cruzadores Bahia e Rio Grande do Sul, e os contratorpedeiros da Classe Pará, que incluía o Mato Grosso.
A classe Pará foi desenvolvida tendo como base o projeto de contratorpedeiros ingleses da classe River. Mato Grosso foi construído nos estaleiros da construtora naval britânica Yarrow Shipbuilder, em West Glasgow. O contratorpedeiro teve a batimento de quilha em 1908, com progresso positivo na construção permitindo o lançamento ao mar em 21 de dezembro daquele ano. A construção foi finalizada e em seguida foi oficialmente entregue ao governo brasileiro em 5 de maio de 1909. É o primeiro navio na Marinha do Brasil a ostentar o nome  em homenagem ao estado brasileiro de Mato Grosso. O outro navio foi o também contratorpedeiro CT Mato Grosso (D-34).

## Características

Projeto da classe Pará

O contratorpedeiro Mato Grosso apresentava uma estrutura robusta construída com chapa de aço de cinco mm e reforços horizontais, dividida em doze compartimentos estanques para garantir segurança em caso de danos, embora não possuísse couraçamento adicional. Seu layout funcional acomodava áreas operacionais e acomodações da tripulação e oficiais de maneira eficiente. Com um deslocamento de 650 toneladas a plena carga e 560 toneladas em condição normal, tinha um comprimento de 70,24 metros, boca de 7,16 metros, pontal de 4,27 metros e calado de 2,31 metros.
No aspecto armamentístico, o Mato Grosso contava com dois canhões de 101,6 mm, quatro canhões de 47 mm, uma metralhadora de 7 mm, dois tubos lançadores de torpedos e um lança-bombas foguete MK 22 para defesa e ataque. Sua propulsão era assegurada por duas caldeiras a carvão Yarrow e 2 motores de tríplice expansão que geravam 8 mil HP de potência, que permitiam uma velocidade máxima de 27 nós e um raio de ação de 1 600 milhas a 15 nós. O navio estava equipado com instrumentos de navegação, incluindo agulhas magnéticas e odômetros, bem como sistemas de comunicação telegráfica e visual. Em tempos de paz, a tripulação consistia em onze oficiais, quatro suboficiais, 89 marinheiros e sete taifeiros, podendo ser reforçada em tempos de guerra.

## História

### Início de carreira
Após a entrega oficial do navio ao governo brasileiro, o Mato Grosso partiu para o Brasil em 31 de maio de 1909, sob comando do Capitão de Corveta Augusto Theotonio Pereira, em uma viagem que passou por diversos portos europeus, entre eles Gourock, Falmouth, Brest, Vigo, Lisboa, Las Palmas e São Vicente. O primeiro porto brasileiro em que a embarcação atracou foi em Recife, região nordeste. Por fim, Mato Grosso aportou no Rio de Janeio, região sudeste, em 20 de julho. O contratorpedeiro foi oficialmente incorporado na Marinha do Brasil em 24 de julho, em uma cerimônia que foi realizada também no Rio de Janeiro. Na ocasião, Mato Grosso foi classificado como navio de terceira classe, recebendo em seguida o número indicativo 25, que mais tarde seria alterado de maneira definitivo para 10 (CT-10).
Os encouraçados Minas Geraes e São Paulo, que também faziam parte do programa naval de 1906, chegaram ao Brasil em 1910. Minas Geraes aportou no Rio de Janeiro em abril e o São Paulo em outubro. O Mato Grosso foi destacado para realizar a escolta durante a vinda de cada um. Em 11 de junho, a armada brasileira incorporou o contratorpedeiro na Divisão Naval do Centro, divisão naval que em 1917 também era composta pelos encouraçados Minas Geraes e São Paulo e pelos contratorpedeiros CT Amazonas (CT-1), CT Parahyba (CT-5), CT Alagoas (CT-6), CT Paraná (CT-8) e CT Pará (CT-2). O comandante da divisão era o Contra-Almirante Francisco de Mattos.

### Revolta da Chibata

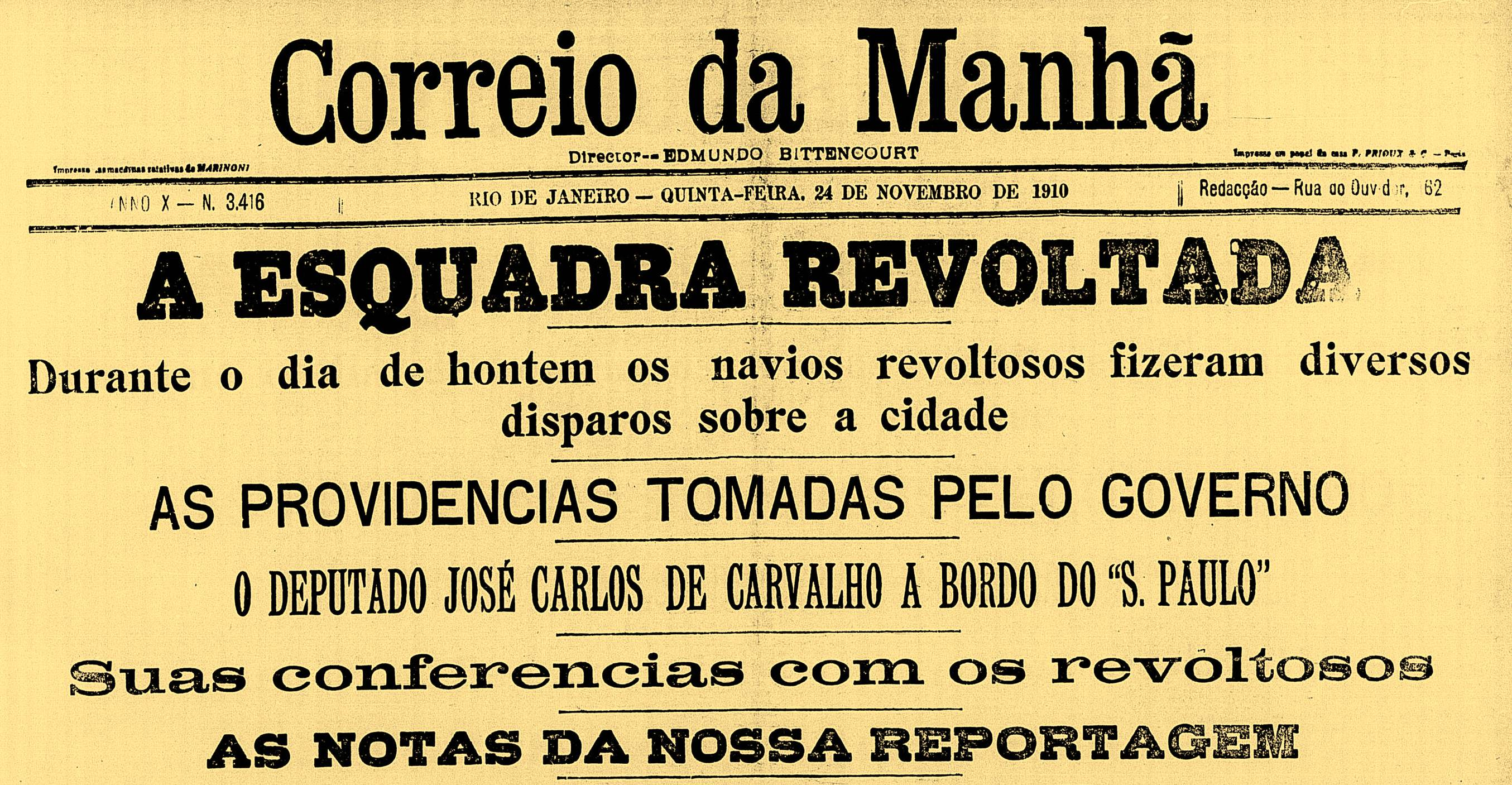
Edição do dia 24 de novembro de 1910 do jornal Correio da Manhã

Em 1910, uma grande parcela dos marinheiros da armada, que em sua grande maioria era de afrodescendentes, estava organizando uma revolta contra seus superiores devido aos castigos físicos que sofriam. Os oficiais destinavam trabalhos rígidos e disciplinas cruéis. Os marinheiros eram disciplinados severamente por qualquer falta que cometiam. Não importava se aquele castigado tinha um bom comportamento anterior ou se fosse sabidamente indisciplinado. Os castigos físicos eram corriqueiros e se resumiam a golpes de chibata. Há registros de marinheiros que recebiam quinhentas ou, até mesmo, oitocentas chibatadas em um mesmo dia. O limite preestabelecido de açoites era constantemente ignorado e ultrapassado, com pouca ou nenhuma consequência para o oficial que os aplicava. Em sua pesquisa, o escritor Álvaro Pereira do Nascimento registra apenas um processo penal contra um oficial por exagero nas chibatas. O oficial processado foi José Cândido Guillobel, que recebeu como punição apenas uma advertência. Por isso, sob liderança de João Cândido, os marinheiros se rebelaram no episódio conhecido como Revolta da Chibata.
No dia 22 de novembro, os revoltosos tomaram o controle dos encouraçados Minas Geraes, São Paulo e Deodoro, e do cruzador Bahia. No entanto, o governo dispunha de algumas embarcações, mas enfrentava um desafio significativo diante dos navios rebeldes. As únicas embarcações em posse do governo capazes de enfrentar imediatamente os amotinados eram o cruzador Rio Grande do Sul, o veterano cruzador Barroso e oito contratorpedeiros da classe Pará incluindo o Mato Grosso. No entanto, em termos de poder ofensivo, esses navios eram consideravelmente inferiores se comparados a apenas um dos dreadnoughts pertencentes aos revoltosos.
Mesmo com essa desvantagem, o presidente ordenou que essa modesta esquadra atacasse os navios rebeldes em 25 do referido mês. No entanto, os navios rebeldes não se encontravam na baía de Guanabara. Pelo contrário, eles navegavam próximos à costa, uma estratégia adotada para evitar um possível contra-ataque do governo. Essa situação enfatizava a complexidade do conflito e as dificuldades enfrentadas pelo governo para lidar com a revolta naval. A tripulação manteve-se em prontidão de batalha, mas não houve combate entre o Mato Grosso e os amotinados.

### Expedição ao Paraguai
No início do século XX, o Paraguai vivenciou diversas revoluções e golpes, resultando em sérios abalos na política daquele país. Em 1911, ocorreu uma guerra civil que resultou na morte de milhares de pessoas. De um lado, havia os liberais radicais que apoiavam o governo do presidente deposto Manuel Gondra. Do outro, os liberais cívicos que defendia o presidente em exercício que assumiu o governo através de um golpe, Albino Jara. Os dois grupos pertenciam à facções opostas dentro do Partido Liberal. Os membros do Partido Colorado, históricos opositores dos liberais, se mantiveram oficialmente neutros no conflito, mas simpatizavam simbolicamente com os cívicos.
O governo brasileiro declarou sua neutralidade no conflito, inclusive a Argentina, visto que o Brasil não desejava comprometer as relações com o vizinho por questões no Paraguai. Apesar disso, ambos os países despacharam navios de guerra até a capital Assunção para não permitir que o conflito saísse das fronteiras paraguaias e também impedir a chegada de suprimentos que alimentassem a guerra. O Brasil enviou os navios da Flotilha do Mato Grosso, além do cruzador torpedeiro Tymbira e dos contratorpedeiros Rio Grande do Norte e Mato Grosso. A frota brasileira ficou sob o comando do Capitão de Mar e Guerra Oliveira Santos. Na ocasião, Mato Grosso era comandado pelo Capitão de Corveta Avarim Costa. O conflito encerrou-se em 1912.

### Pré-Primeira Guerra Mundial
As atividades do Mato Grosso em 1913 foram repletas de movimentos. Em 17 de fevereiro, ambos os navios partiram para uma série de exercícios na Ilha Grande, partindo do Rio de Janeiro e passando por Abraão, Tapera, Canibuy e Palmas antes de retornar à cidade no final do mês, em 28 de fevereiro. No mês de março, no dia 17, esses navios partiram novamente do Rio em direção à Ilha Grande, desta vez acompanhados pelo cruzador torpedeiro Tupy e pelos contratorpedeiros Rio Grande do Norte, Paraná e Sergipe. Durante essa jornada, visitaram Abraão, Cantuy e Angra dos Reis, regressando em 30 de março.
Em 19 de julho, houve uma nova suspensão, dessa vez para realizar exercícios com torpedos e treinamento dos aspirantes da Escola Naval, com o retorno no mesmo dia. Em 16 de agosto, Mato Grosso partiu novamente, dessa vez para encontrar o encouraçado Minas Geraes que estava retornando de uma viagem aos Estados Unidos, trazendo consigo Lauro Müller, Ministro das Relações Exteriores. A volta ocorreu no mesmo dia. Ainda no mesmo mês, em 16 de agosto, o Mato Grosso partiu para realizar exercícios na Ilha Grande, voltando em 31 de agosto. Entre 15 de setembro e 25 de outubro, o navio passou por manutenção no Dique Santa Cruz na Ilha das Cobras, onde uma chapa do costado foi substituída e outros reparos foram feitos. Naquele ano, o Mato Grosso permaneceu baseado no Rio de Janeiro e se encontrava em bom estado operacional.
No ano de 1914, mais precisamente em 12 de janeiro, o Mato Grosso desempenhou um papel importante na 4.ª Divisão Naval, juntamente com o navio transporte Carlos Gomes e outros contratorpedeiros, incluindo o Amazonas, Para, Piauhy, Rio Grande do Norte, Parahyba, Alagoas, Paraná e Santa Catarina. Nesse contexto, eles se uniram para realizar exercícios com a Esquadra na costa de Santa Catarina. O desfecho dessa missão ocorreu em 27 de fevereiro.

### Primeira Guerra Mundial

Mato Grosso em data desconhecida

Inicialmente, o Brasil optou pela neutralidade na Grande Guerra, em declaração oficial no dia 4 de agosto de 1914. O Mato Grosso foi destacado para fundear em Santos no esforço para garantir que o país protegesse essa neutralidade. No ano seguinte, foi enviado para Florianópolis com a mesma missão. No entanto, em maio de 1916, a situação mudou drasticamente quando o cargueiro brasileiro Rio Branco foi torpedeado e afundado. Este navio estava a serviço do governo britânico e tripulado por marinheiros noruegueses, o que, de acordo com a legalidade vigente, justificava o seu afundamento. Apesar disso, o ataque militar gerou uma onda de indignação e protestos no Brasil, mesmo que o governo hesitasse em tomar medidas em virtude da legalidade do incidente. Finalmente, o Brasil rompeu sua neutralidade e declarou guerra à Alemanha em 26 de agosto de 1917, após outros navios mercantes brasileiros terem sido afundados. Esse acontecimento marcou a entrada do Brasil no conflito global e a sua participação na luta contra as forças alemãs.
Nesse meio tempo, em 1916, o Mato Grosso atuou como navio de treinamento para aspirantes da Escola Naval. Após a declaração de guerra do Brasil à Alemanha, o país organizou uma frota que iria atuar como escolta de comboio na costa africana chamada Divisão Naval em Operações de Guerra. No entanto, o Mato Grosso não participou. A embarcação acabou por atuar no esforço para defesa da costa brasileira. Em uma de suas comissões de defesa, realizou buscas e apreensão em quatro navios alemães que estavam ancorados na enseada de Itapagipe, Bahia.

### Revolta Paulista de 1924
Em 5 de julho de 1924, tropas do Exército e da Força Pública protagonizaram na capital do estado de São Paulo uma rebelião cujas consequências se estenderiam para além das fronteiras da cidade. A situação se tornou ainda mais complexa quando, no mesmo dia, uma Força Naval foi mobilizada para a cidade de Santos com a missão de bloquear o importante porto e manter as comunicações com o Rio de Janeiro. O comandante em chefe desta esquadra era o Almirante José Maria Penido, que liderava uma frota composta pelo navio-escola Benjamin Constant, que servia como nau capitânia, o encouraçado Minas Gerais, o cruzador Barroso e diversos contratorpedeiros, incluindo o Alagoas, Mato Grosso, Rio Grande do Norte e Amazonas. Além disso, faziam parte da frota o navio mineiro Tenente Maria do Couto, os rebocadores Heitor Perdigão e Tenente Lamaier, além de duas esquadrilhas de aviões F-S-L, dois aviões HS-2 e dois MF.
Mato Grosso chegou a Santos em 7 de julho, após um atraso de algumas horas em São Sebastião devido à queima de um mancal. No caminho, o contratorpedeiro foi sobrevoado por um hidroavião Curtiss que vinha do Rio de Janeiro. Posteriormente dois de seus canhões Armstrong de 47 milímetros foram retirados e, juntamente com outras peças de artilharia naval, acoplados a gôndolas de estrada de ferro para apoiar as tropas legalistas que combatiam em São Paulo.

### Comuna de Manaus
Em 23 de julho de 1924, em meio a um contexto de turbulência política que já se estendia por vários anos em todo o Brasil, uma revolta de significativa importância eclodiu na cidade de Manaus, capital do estado do Amazonas. Essa rebelião envolveu oficiais tanto do Exército quanto da Marinha, e alguns de seus líderes eram figuras que já haviam se destacado no cenário nacional devido à sua participação no levante tenentista no Rio de Janeiro. Entre esses líderes estavam o Primeiro Tenente do Exército Joaquim de Magalhães Cardoso Barata e o Primeiro Tenente da Marinha José Baker Azamor. Curiosamente, ambos foram enviados a Manaus, em parte, devido às suspeitas de insubordinação levantadas por seus comandantes anteriores. Os rebeldes assumiram o controle das embarcações da Flotilha do Amazonas, incluindo os avisos Ajuricaba e Teffé, além da canhoneira Missões, juntamente com outras embarcações não especificadas. Durante a revolta, os comandantes da flotilha foram presos, e as embarcações, bem como um vapor civil chamado Jary, foram tomados pelo grupo rebelde. O número total de insurgentes chegava a cerca de 300 homens.
Em resposta a esse movimento, o governo brasileiro agiu prontamente e enviou três navios de guerra para enfrentar os rebeldes. A frota legalista era composta pelo cruzador Barroso e pelos contratorpedeiros Sergipe e Mato Grosso, além de dois hidroaviões designados para tarefas de vigilância e bombardeio. A missão conferida às embarcações legalistas era clara: afundar qualquer navio "fora da lei" que se recusasse a obedecer imediatamente à ordem de rendição. A disparidade de poder naval entre os rebeldes e as forças legalistas era notável. Os maiores canhões dos insurgentes não ultrapassavam 57 milímetros, enquanto o cruzador Barroso possuía peças de 152 milímetros, além de tubos lançadores de torpedos. Ao chegar na zona de conflito, o vapor Jary, tomado pelos rebeldes, foi surpreendido pelos contratorpedeiros Sergipe e Mato Grosso. O Jary recebeu uma carga de canhão e afundou rapidamente, resultando na perda de metade de sua tripulação. O cruzador Barroso avistou o aviso Teffé e disparou contra ele, embora não tenha atingido o navio rebelde. A tripulação do Teffé conseguiu alcançar a margem e escapar pela mata. À medida que a batalha se desenrolava, as embarcações rebeldes foram tomadas uma a uma, até que restaram apenas o Ajuricaba, a Missões e um vapor chamado Bahia, que foram finalmente capturados pelas forças legalistas em Manaus. Esse desfecho marcou o fim da revolta, restabelecendo a ordem e a autoridade governamental na região.

### Revolução Constitucionalista de 1932
Em 1927, o Mato Grosso foi designado para acompanhar o encouraçado São Paulo, que estava transportando o então Presidente da República, Washington Luís. Em 9 de julho de 1932, iniciou-se uma revolta no estado de São Paulo, que também atingiu Mato Grosso e Rio Grande do Sul, conhecida como Revolução Constitucionalista de 1932, cujo objetivo era a derrubada do governo de Getúlio Vargas. Dentre os motivos da revolução, destaca-se o grande ressentimento contra o governo federal pela morte de quatro paulistas mortos durante um protesto anti-getúlio por forças federais. A Marinha do Brasil rapidamente se deslocou para a costa paulista com o intuito de bloquear o Porto de Santos, para impedir que os revoltosos fossem abastecidos de suprimentos vitais para seu esforço de guerra, iniciando o bloqueio no dia seguinte ao início da revolta, 10 de julho. Os navios enviados foram o cruzador Rio Grande do Sul e os contratorpedeiros Mato Grosso, Pará e Sergipe. A frota ancorou a certa distância do porto, e para verificar a possibilidade de uma atracação segura, o Mato Grosso foi enviado sozinho para verificar o estado em que se encontrava. Ao se aproximar da entrada da barra, o Forte de Itaipu abriu fogo com seus canhões de 150 mm. Isso obrigou o Mato Grosso a se retirar rapidamente e retornar a frota que havia se abrigado no canal da Ilha de São Sebastião, local onde também se encontravam aeronaves da Aviação Naval. A partir dali, foi coordenado o bloqueio, que também contava com o apoio militar da Baía de Ilha Grande. O bloqueio naval foi eficaz, com apenas duas tentativas de rompê-lo efetuados pelo navio mercante Jaboatão, que transportava 50 canhões antiaéreos, e o cruzador aduaneiro Ruth (antigo cruzador canadense Margareth), que levava a bordo milhares de fuzis, cinco milhões de espoletas e 184 mil cartuchos. Ambas as embarcações foram interceptadas.

### Questão Leticia

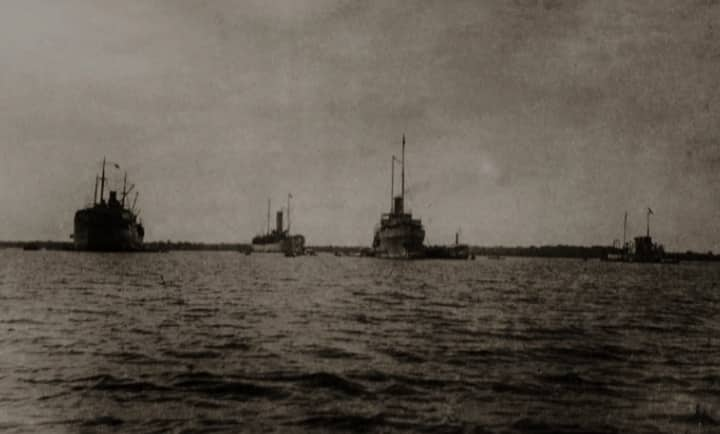
Alguns navios da frota colombiana

Após o conflito em São Paulo, Mato Grosso foi designado para Primeira Divisão Naval destacada na Flotilha do Amazonas em Manaus. Em setembro de 1932, irrompeu uma guerra entre a Colômbia e o Peru por disputas territoriais. O estopim foi um incidente ocorrido na cidade fronteiriça de Leticia, Colômbia. Com a missão de garantir a inviolabilidade do território nacional e a completa neutralidade do Brasil durante operações navais nas águas do rio Amazonas e suas áreas vizinhas, foram despachados elementos da Flotilha do Amazonas, que incluía o contratorpedeiro Mato Grosso, para patrulharem os rios até a cidade de Benjamin Constant.
A frota iniciou suas atividades em dezembro daquele ano. Caso algum navio colombiano ou peruano fosse interceptado em território nacional, eles seriam intimados a cessarem qualquer operação de guerra e em caso de desobediência, a flotilha tinha ordens de usar a força. Durante a patrulha, diversas embarcações de ambos os países foram localizadas e barradas com todas as intimações sendo prontamente atendidas.

### Pré-Segunda Guerra Mundial
Em 1935, o contratorpedeiro Mato Grosso desempenhou um papel no treinamento de futuras lideranças navais do país. Em uma jornada de treinamento, o Mato Grosso fez parte da formação de cadetes da Marinha. Essa experiência proporcionou aos cadetes uma compreensão prática das operações navais e os preparou para os desafios que enfrentariam como oficiais da Marinha do Brasil.
No ano seguinte, em 1936, o Mato Grosso passou por abrangentes reformas estruturais e uma reestruturação no Arsenal de Marinha do Rio de Janeiro. Essa iniciativa visava manter a eficácia operacional da embarcação, garantindo que ela permanecesse uma plataforma de treinamento de alto nível e, ao mesmo tempo, estivesse pronta para responder a possíveis ameaças ou missões de defesa do país.

### Segunda Guerra Mundial
Em 22 de agosto de 1942, o Brasil tomou a decisão de declarar guerra aos países do Eixo, que incluíam a Alemanha, a Itália e o Japão. Esse ato marcou a entrada do Brasil na Segunda Guerra Mundial como parte das forças aliadas, unindo-se a uma coalizão de nações determinadas a combater as forças do Eixo e preservar a paz mundial. Após a declaração de guerra, a marinha brasileira desempenhou diversas funções na defesa do país. Nesse contexto, o contratorpedeiro Mato Grosso emergiu como um elemento relevante na proteção da cidade do Rio de Janeiro, que era a capital do Brasil na época.
Uma das missões do Mato Grosso foi a realização de patrulhas externas na entrada da Baía de Guanabara, a fim de prevenir e repelir possíveis ataques de submarinos alemães. A cidade, como a capital do país, era um alvo potencial para as operações de guerra submarina do Eixo, que visavam minar as rotas marítimas e infligir danos à infraestrutura costeira. Além das operações de patrulha, o Mato Grosso também desempenhou um papel fundamental na escolta de navios mercantes brasileiros e estrangeiros que se movimentavam em torno das águas costeiras do Brasil.

### Fim da carreira

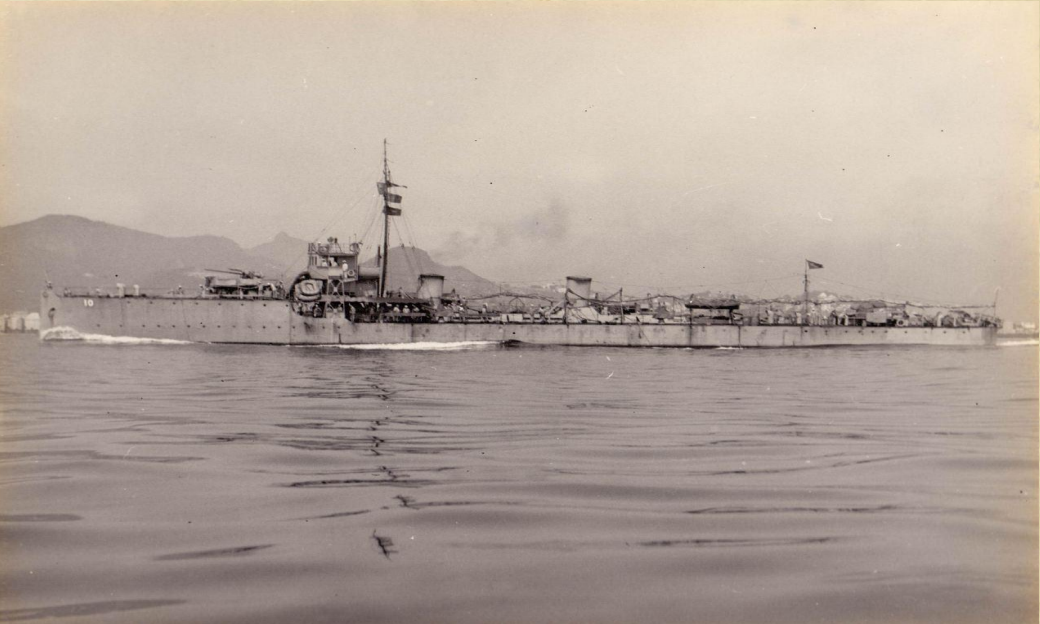
Mato Grosso, provavelmente no Rio de Janeiro, em data desconhecida

A partir de 1945, o perfil da tripulação do contratorpedeiro Mato Grosso passou por mudanças significativas, refletindo a complexidade da organização e operação de uma embarcação militar. Nesse período, a tripulação era composta por quatro oficiais, três suboficiais, dezesseis sargentos, treze cabos, 65 marinheiros e onze taifeiros. Essa composição diversificada era essencial para desempenhar as variadas funções a bordo, incluindo o comando, a manutenção operacional, o apoio logístico, a segurança e o suprimento das necessidades da tripulação.
Durante sua carreira, ele participou de diversas operações e exercícios navais, tanto em águas nacionais quanto internacionais, totalizando 57 663 milhas navegadas. Para cumprir suas missões, ele dispunha de um armamento variado. Sua tripulação era composta por 100 homens, entre oficiais e praças, que recebiam treinamento constante e rigoroso. O navio também passava por manutenções periódicas para garantir sua eficiência e segurança. No ano de 1946, o contratorpedeiro Mato Grosso teve seu descomissionamento oficializado e foi retirado do serviço da Marinha do Brasil. A embarcação foi transferida para o Departamento Administrativo de Recuperação do Material em 7 de dezembro de 1946.